# الدقيم (عمد)

تعديل مصدري - تعديل

الدقيم هي إحدى قرى  بمديرية عمد التابعة لمحافظة حضرموت، بلغ تعداد سكانها 26 نسمة حسب تعداد اليمن لعام 2004.